# 栄松院 (文京区)
栄松院（えいしょういん）は、東京都文京区にある浄土宗の寺院。

## 歴史
1589年（天正17年）、教蓮社順誉上人によって開山された。その後、米子藩藩主中村一忠の菩提を弔うため、江戸にいた一忠の母（栄松院）が寺を建てた。よって当寺は栄松院（一忠の母）を開基としている。
元々は神田明神（現神田神社）下に位置していたが、1648年（慶安元年）に現在地に移転した。
1945年（昭和20年）の空襲に際しては、本尊や過去帳は辛うじて避難させることができたが、建物は全焼した。

## 栄松院の椎

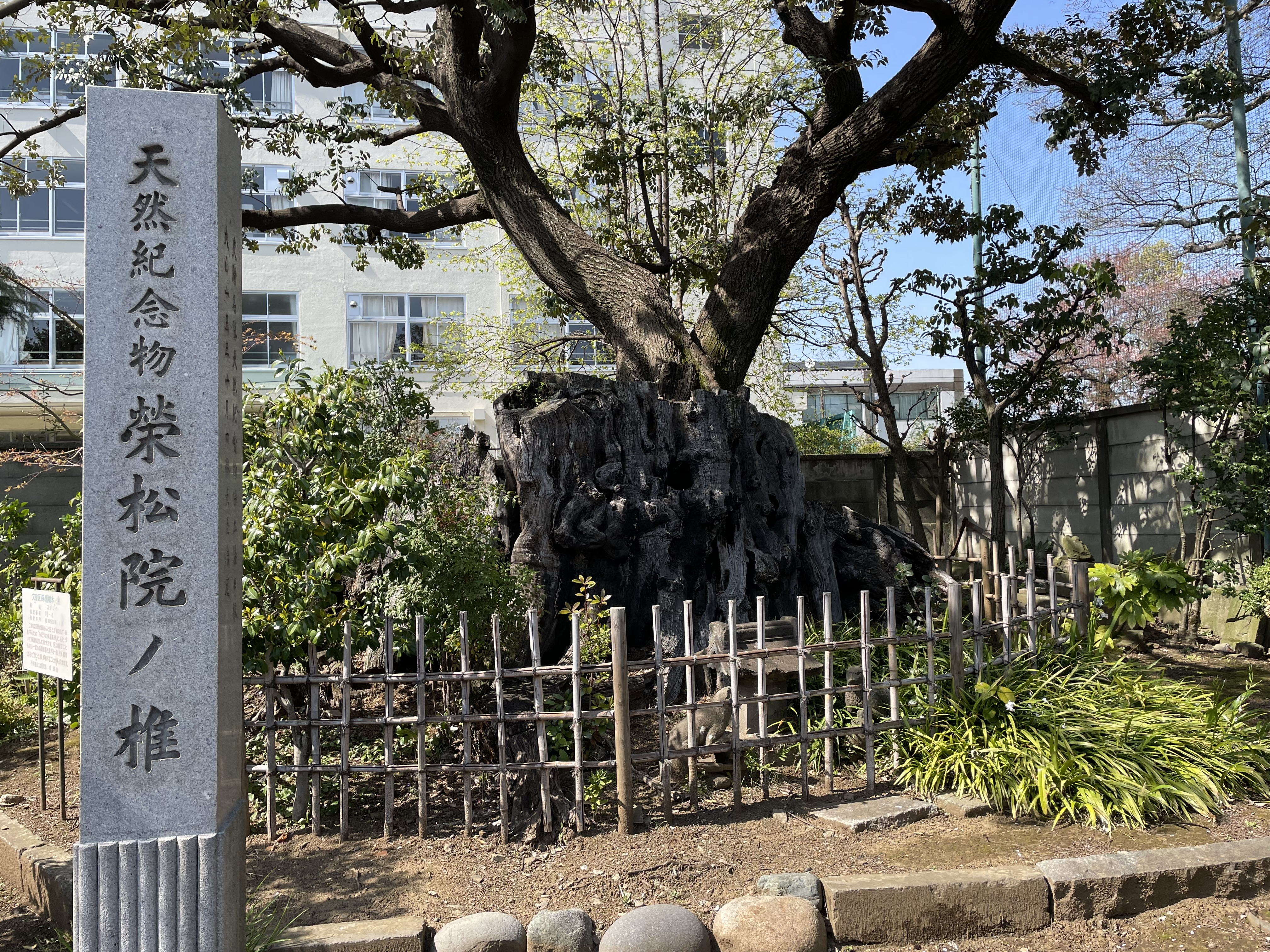
栄松院の椎

境内には、かつては天然記念物に指定されていた「栄松院の椎」と呼ばれるスダジイの大木がある。1945年（昭和20年）の空襲で焼夷弾の直撃を受け炎上したが、何とか枯死せずに済んだ。現在ではかつての偉容に復しつつある。
かつて、この木は「蛇の木」と呼ばれていた。戦前までこの木の樹洞に大蛇がいたことに由来している。

## 墓所

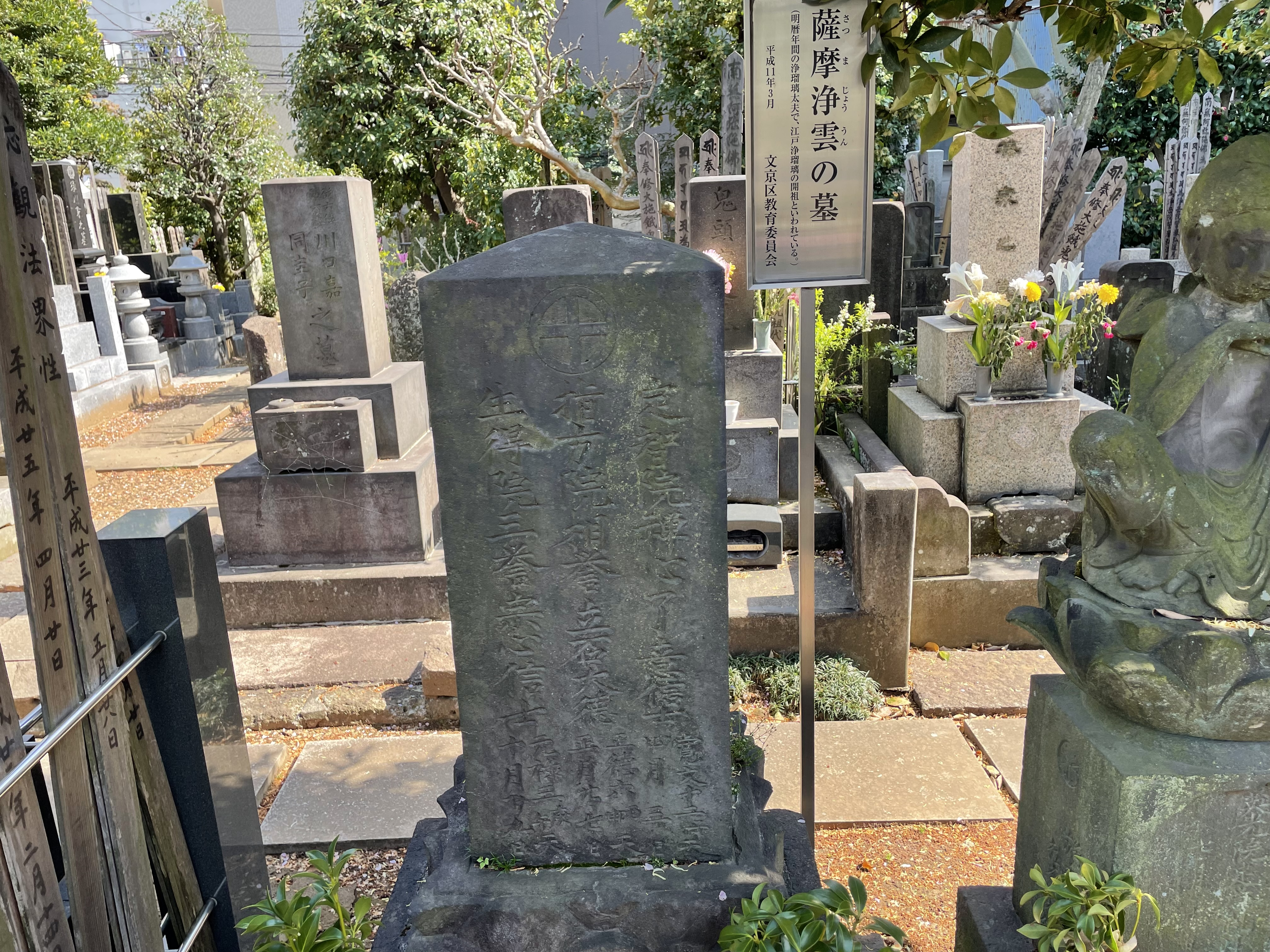
薩摩浄雲の墓

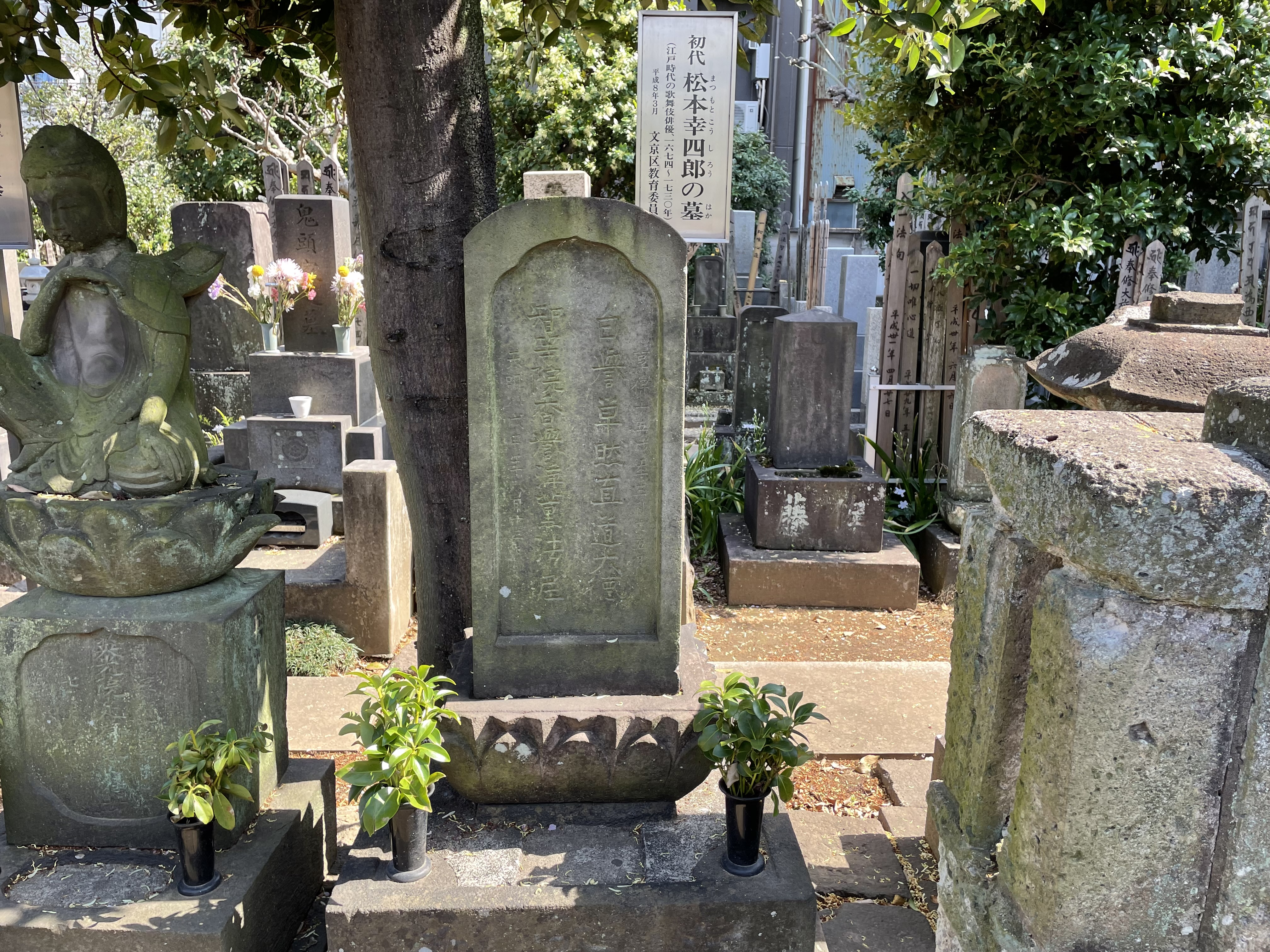
初代松本幸四郎の墓

- 薩摩浄雲（浄瑠璃太夫）
- 初代松本幸四郎（歌舞伎役者）

## 交通アクセス
- 本駒込駅より徒歩3分。